# Więzienie na Zamarstynowie
Więzienie na Zamarstynowie – dawne więzienie we Lwowie, w dzielnicy Zamarstynów.
W latach 30. XX wieku w okresie II Rzeczypospolitej powstało centralne więzienie wojskowe dla komendantur w Polsce południowo-wschodniej. Po wybuchu II wojny światowej 1939 lotnictwo, agresji ZSRR na Polskę i wkroczeniu do Lwowa Armia Czerwona zamieniła polski zakład karny na więzienie polityczne NKWD. Więzienie na Zamarstynowie było jednym z kilku miejsc we Lwowie, gdzie po wybuchu wojny niemiecko-sowieckiej w czerwcu 1941 roku NKWD dokonało masowego mordu więźniów politycznych. Między 25 a 28 czerwca zamordowano tam co najmniej tysiąc osób.